# Bispen
Bispen (deutsch: „Der Bischof“) ist ein 1462 Meter hoher Berg in der Kommune Rauma, Fylke Møre og Romsdal in Norwegen.

## Geographische Lage
Der Bispen liegt am Südwestende des Tals der Istra (Isterdalen). Er ist der südlichste einer Kette von fünf Bergen, die den Westhang des Istratals bilden; das sind von Norden nach Süden:
- Haugabotstinden (1160 m)
- Karitinden (1356 m)
- Dronninga (1544 m)
- Kongen (1614 m)
- Bispen (1462 m).

Westlich des Bispen liegt auf 1000 Meter Höhe der See Bispevatnet. Am Südosthang des Bispen führt der Trollstigen vom Istratal bis zum auf 868 Meter Höhe gelegenen Pass Alnesreset zwischen dem 1665 Meter hohen Alnestinden und dem 1285 Meter hohen Skarfjellenden.

## Tourismus
Vom Istratal führt ein Wanderweg bis zu zwei am Trollstigen gelegenen Parkplätzen. Der erste liegt auf 697 Meter Höhe. Er ist sehr groß, hat öffentliche Toiletten und ein Restaurant und es gibt eine Berghütte mit Übernachtungsmöglichkeit in seiner Nähe. Der zweite Parkplatz folgt nach etwa einem Kilometer auf 738 Meter Höhe. Er ist nur sehr klein. An beiden Parkplätzen beginnen Wanderwege, die zum Südostende des Sees Bispevatnet führen. Von dort aus führt ein mittelschwerer Klettersteig auf den Gipfel des Bispen. Der Gipfel des Bispen ist wegen seiner steilen Nordostwand auch ein beliebter Ausgangspunkt für Base-Jumping.
Sowohl beim Base-Jumping vom Bispen als auch auf den dortigen Wanderwegen gibt es immer wieder Unfälle, teils mit tödlichem Ausgang. Am 12. Januar 2003 kam der österreichische Physiker Werner S. Weiglhofer bei einer Schneeschuhwanderung am Hang des Bispen durch eine Lawine ums Leben.